# Robert Bamford
Robert Bamford (Lamarsh, Essex, 1883 — 1942) foi um engenheiro britânico. Em parceria com Lionel Martin fundou uma companhia em janeiro de 1913 que viria a ser mais tarde a Aston Martin.

## Vida
Robert Bamford nasceu em Lamarsh em Essex, o filho mais velho do reverendo Robert Bamford (1854–1898). Seu avô foi outro reverendo Robert Bamford (1825–1893) que foi vigário em Highworth, Wiltshire. Seus pais casaram em 1882.
Sua mão casou novamente após a morte de seu pai. Seu irmão foi Edward Bamford (1887–1928).

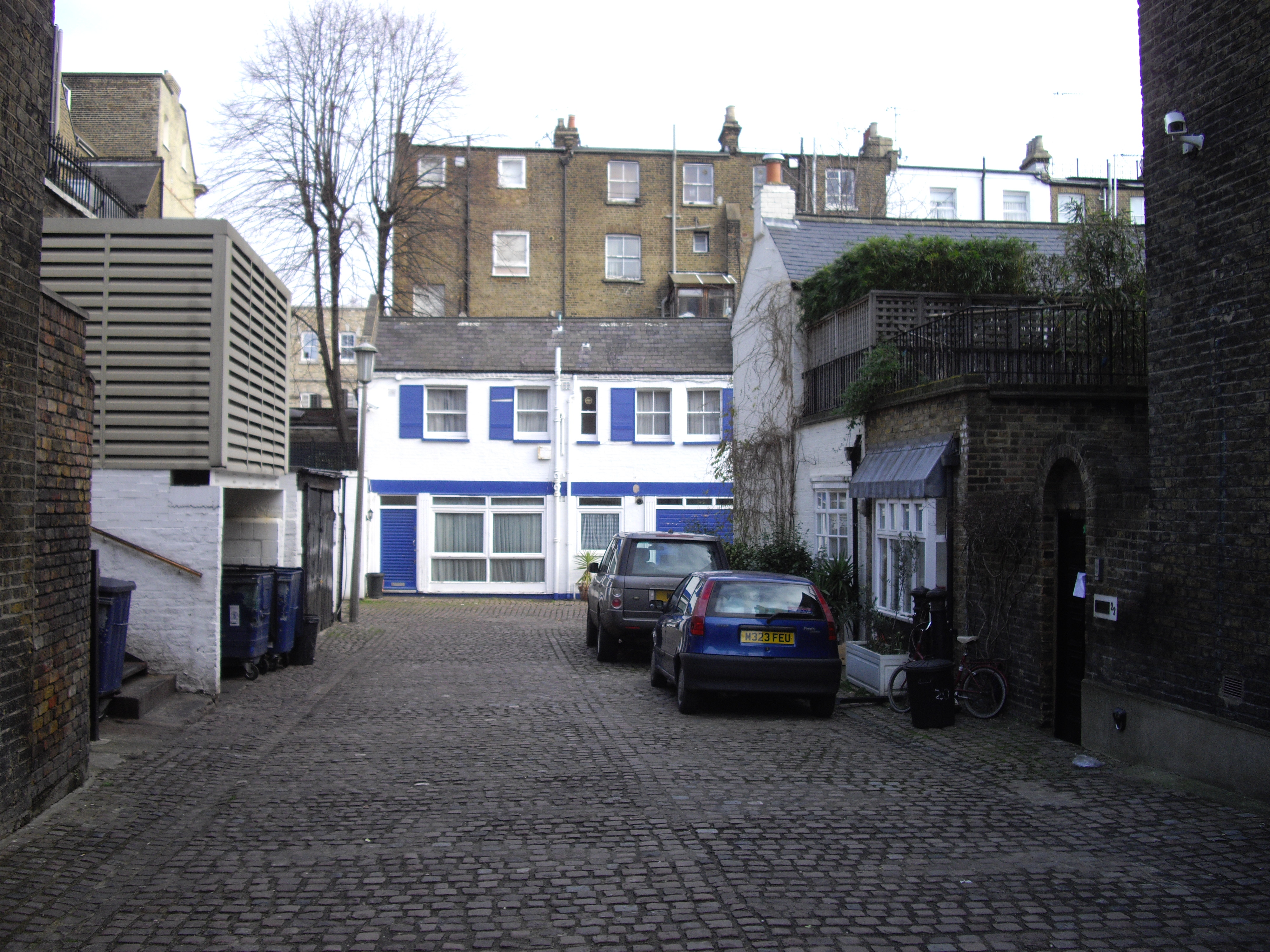
Local da Bamford & Martin em Londres SW3

## Carreira

### Aston Martin
Bamford & Martin Ltd foi fundada na Henniker Place 16 em West Kensington em 15 de janeiro de 1913. Produziram o primeiro automóvel Aston Martin, o Coal Scuttle, em março de 1915. Robert Bamford foi o engenheiro da parceria.
Em 1920 ele retirou-se da Bamford & Martin; Lionel Martin saiu em 1926. Na metade da década de 1920 a companhia mudou diversas vezes de proprietário. Foi principalmente através da propriedade de David Brown Ltd. de Huddersfield que a Aston-Martin viria a ser a renomada companhia durante a década de 1950, que comprou a Aston-Martin por £ 20.500 em 1947.